# Sara Kolak
Sara Kolak (née le 22 juin 1995 à Ludbreg) est une athlète croate, spécialiste du lancer de javelot, championne olympique en 2016.

## Carrière
Elle remporte des médailles de bronze lors des Championnats d'Europe 2013 et du monde 2014 juniors avant de porter en 2016, le record national à 63,50 m, ce qui lui donne une médaille de bronze senior lors des Championnats d'Europe d'Amsterdam, derrière la Biélorusse Tatsiana Khaladovich (66,34 m) et l'Allemande Linda Stahl (65,25 m).

### Championne olympique à 21 ans (2016)
Elle améliore son record en qualifications des Jeux olympiques de Rio avec 64,30 m, se qualifiant ainsi en finale. Le lendemain, Kolak réalise un 4e jet à 66,18 m, nouveau record national battu pour la 2de fois lors de ces Jeux et remporte à la surprise générale le titre olympique à seulement 21 ans.
Sa performance ne restera pas anodine lorsque Kolak ouvre sa saison 2017 avec un jet à 65,23 m. Le 26 mai, elle participe au Prefontaine Classic de Eugène et se classe 3e avec 64,64 m, battue par Tatsiana Khaladovich (66,30 m) et Liu Shiying (65,21 m).
Le 6 juillet, elle porte à Lausanne son record à 66,65 m puis à 68,43 m, établissant une meilleure performance mondiale de l'année et un record du meeting. Cette performance est par ailleurs le plus long jet réalisé au monde depuis 2013 et la 7e meilleure performance de tous les temps. Trois jours plus tard, lors du meeting de Londres, la Croate bat un nouveau record du meeting en réalisant 67,83 m mais est finalement battue lors de cette compétition par Barbora Špotáková (68,26 m).
Le 8 août, en finale des Championnats du monde de Londres, Sara Kolak prend une surprenante et décevante 4e place avec un jet à 64,95 m, battue pour le podium par la Tchèque Barbora Špotáková (66,76 m) et les Chinoises Li Lingwei (66,25 m) et Lü Huihui (65,26 m).
Le 24 août, elle termine 3e de la finale de la Ligue de diamant lors du Weltklasse Zürich avec 64,47 m, battue par Barbora Špotáková (65,54 m) qui remporte le trophée devant Kelsey-Lee Roberts (64,53 m).
Elle se classe 7e des championnats du monde à Doha avec 62,28 m.
En 2024 elle réalise son meilleur lancer depuis 2019 lors des qualifications des Jeux olympiques de Paris. Elle termine 4e de la finale.

## Palmarès
| Date | Compétition                          | Lieu                    | Résultat | Marque  |
| ---- | ------------------------------------ | ----------------------- | -------- | ------- |
| 2013 | Championnats d'Europe juniors        | Rieti                   | 3e       | 57,79 m |
| 2014 | Coupe d'Europe hivernale des lancers | Leiria                  | 2e       | 57,79 m |
| 2014 | Championnats du monde juniors        | Eugene                  | 3e       | 55,74 m |
| 2016 | Coupe d'Europe hivernale des lancers | Arad                    | 2e       | 58,11 m |
| 2016 | Championnats d'Europe                | Amsterdam               | 3e       | 63,50 m |
| 2016 | Jeux olympiques                      | Rio de Janeiro          | 1re      | 66,18 m |
| 2017 | Coupe d'Europe hivernale des lancers | Santa Lucía de Tirajana | 1re      | 61,01 m |
| 2017 | Championnats d'Europe par équipes    | Tel Aviv                | 1re      | 61,06 m |
| 2017 | Championnats d'Europe espoirs        | Bydgoszcz               | 1re      | 65,12 m |
| 2017 | Championnats du monde                | Londres                 | 4e       | 64,95 m |
| 2017 | Ligue de diamant                     | Ligue de diamant        | 3e       | 64,47 m |
| 2019 | Championnats d'Europe par équipes    | Varazdin                | 1re      | 57,97 m |
| 2019 | Championnats du monde                | Doha                    | 7e       | 62,28 m |
| 2024 | Jeux olympiques                      | Paris                   | 4e       | 63,40 m |

### National
- 6 titres : 2012-2014, 2016, 2022, 2023

## Records
| Épreuve | Performance  | Lieu     | Date           |
| ------- | ------------ | -------- | -------------- |
| Javelot | 68,43 m (NR) | Lausanne | 6 juillet 2017 |